# Lachapelle-sous-Chanéac
 Lachapelle-sous-Chanéac  es una población y comuna francesa, ubicada en la región de Ródano-Alpes, departamento de Ardèche, en el distrito de Tournon-sur-Rhône y cantón de Saint-Martin-de-Valamas.

## Demografía
| 359 | 271 | 232 | 204 | 162 | 174 |
| Para los censos de 1962 a 1999 la población legal corresponde a la población sin duplicidades (Fuente: INSEE [Consultar]) |     |     |     |     |     |